# اریکس‌فلت
اریکس‌فلت (به سوئدی: Eriksfält) یک منطقهٔ مسکونی در سوئد است که در Malmö Municipality واقع شده‌است. اریکس‌فلت ۱٬۲۰۴ نفر جمعیت دارد.